# Тишанин, Александр Георгиевич
Алекса́ндр Гео́ргиевич Тиша́нин (род. 20 апреля 1966 года, г. Троицк Челябинской области) — вице-президент ОАО РЖД, губернатор Иркутской области с 8 сентября 2005 года по 15 апреля 2008 года.

## Биография
Родился в городе Троицке Челябинской области в семье железнодорожника..
В 1985 году окончил Челябинский техникум железнодорожного транспорта, в 1993 году — Уральский электромеханический институт инженеров железнодорожного транспорта по специальности «управление процессами перевозок на железнодорожном транспорте», в 1999 году — Уральский государственный университет путей сообщения по специальности «экономика и управление на предприятии железнодорожного транспорта», в 2000 году — Академию народного хозяйства при Правительстве Российской Федерации по программе «Государственное управление железнодорожным транспортом».
Женат, имеет троих детей.

## Работа на железной дороге
В 1984 году работал составителем поездов Южно-Уральской железной дороге (ЮУЖД). В 1985—1987 гг. служил в армии.
С 1987 года начал работать на Южно-Уральской железной дороге (ЮУЖД), пройдя путь от должности дежурного по станции до первого заместителя начальника ЮУЖД (с 2000 года). В 2001 году назначен начальником Читинского отделения Забайкальской железной дороги (ЗабЖД). С 2003 года — первый заместитель начальника ЗабЖД.
В апреле 2004 года стал начальником Восточно-Сибирской железной дороги.
10 сентября 2008 года назначен Вице-президентом компании ОАО «РЖД». 8 ноября 2012 года Тишанин А. Г. уволился с должности Вице-президента — начальника департамента безопасности движения (ЦЗ-ЦРБ) ОАО «РЖД» по собственному желанию.

## Губернатор Иркутской области
Был предложен Президентом Российской Федерации 13 августа 2005 года и утверждён законодательным собранием Иркутской области в должности губернатора Иркутской области в 26 августа. Кандидатура Тишанина стала неожиданной для депутатов, но прошла без проблем (42 голоса «за» и 2 — «против»).
В декабре 2005 года выдвинул инициативу о проведении референдума об объединении Иркутской области и Усть-Ордынского Бурятского автономного округа. В апреле 2006 года референдум состоялся, жители двух регионов проголосовали за объединение.
В 2006 году выступил против строительства в окрестностях Байкала нефтепровода «Восточная Сибирь — Тихий океан». В апреле 2006 года Президент Российской Федерации В. В. Путин принял решение об изменении маршрута прокладки нефтепровода.
В мае 2006 года выступил с новой объединительной инициативой — об объединении городов Иркутск, Ангарск и Шелехов и некоторых мелких поселений в единый мегаполис — Большой Иркутск, численность которого может составить около миллиона человек. В октябре 2007 года был во главе регионального списка кандидатов от «Единой России» на выборах в Государственную Думу РФ пятого созыва от Иркутской области и Усть-Ордынском Бурятском автономном округе, после победы ЕР от места в Думе отказался.
15 апреля 2008 года Владимир Путин принял отставку А. Г. Тишанина с поста губернатора Иркутской области по собственному желанию.

## Обвинения в коррупции
В ноябре 2011 года Тишанину было предъявлено обвинение в злоупотреблении должностными полномочиями. По версии следствия, путём размещения областного облигационного заёма в определённом банке он нанёс региональному бюджету ущерб на сумму около 70 млн руб. Тот же банк выдал чиновнику льготный кредит под 9 % годовых в иностранной валюте, на который Тишанин, якобы, приобрёл дом во Франции. В мае 2012 года уголовное дело прекращено из-за отсутствия состава преступления.

## Награды
- Медаль «За отличие в воинской службе» II степени (приказ министра обороны № 12 от 15 февраля 1987 года)
- Знак «Почетный железнодорожник» (12 июля 2004 года)
- Награждён Орденом Русской Православной церкви Святого Благоверного князя Даниила Московского II степени (20 апреля 2006 года)
- Орден Дружбы (8 сентября 2006 года) — за заслуги в укреплении российской государственности и многолетнюю добросовестную работу[5]
- Знак «Почетный железнодорожник» (5 июля 2012 года)